# Bataille de Bizani
Première guerre balkanique
La bataille de Bizani est une bataille de la première guerre balkanique qui s’est déroulée dans la région de Bizani, en Épire, entre le 4 et le 6 mars 1913. Opposant les forces du royaume de Grèce à celle de l’Empire ottoman, elle s’est conclue par une victoire de l’armée hellénique et a ainsi permis à la Grèce de s’emparer de la région de Ioannina,.